# Вештачка интелигенција у индустрији
Вештачка интелигенција у индустрији се бави применом вештачке интелигенције ради решавања индустријских проблема, са циљем стварања вредности за кориснике, побољшања производности, смањења трошкова, оптимизације локација, предиктивне анализе и откривања увида.
Вештачка интелигенција и машинско учење постали су кључни за омогућавање искоришћавањa података у производњи последњих година због неколико различитих фактора: све доступнији сензори и аутоматизовани процес прикупљања података; већа рачунарска моћ рачунара за обављање сложенијих задатака бржe и са нижим трошковима; бржа инфраструктура повезивања и доступније услуге у облаку за управљање подацима и аутсорсинг рачунарске снаге.

## Категорије
Могуће примене индустријске вештачке интелигенције и машинског учења у домену производње могу се поделити на седам области примене:
- Тржиште и анализа трендова
- Машине и опрема
- Интралогистика
- Производни процес
- Ланац снабдевања
- Градња
- Производ

Сваку област примене можемо додатно поделити на конкретне сценарије примене који описују стварне ситуације у области вештачке интелигенције и машинског учења у производњи. Док неке области примене имају директну везу са производним процесима, друге обухватају области прилегле производњи, као што су логистика или изградња фабрике.
Пример из области примене дизајна процеса и иновација су сараднички роботи. Сараднички роботски рукави су способни да науче покрете и путање које демонстрирају људски оператери и изврше исти задатак. Примери примене из области машина и опрема укључују предиктивно и превентивно одржавање путем података вођеног машинског учења.

## Изазови
За разлику од потпуно виртуелних система, у којима је машинско учење већ данас широко заступљено, стварни производни процеси карактеришу интеракцију између виртуелног и физичког света. Подаци се бележе помоћу сензора и обрађују на рачунарума, а по потреби се акције и одлуке преносе назад у физички свет путем актуатора или људских оператера.
Ово поставља значајне изазове за примену машинског учења у системима производног инжињеринга. Ови изазови произлазе из сусрета карактеристика процеса, података и модела: високи захтеви производне области у погледу пузданости, висок потенцијал ризика и губитака, мноштво хетерогених извора података и недовољна транспарентност функционалности модела машинског учења ограничавају брже усвајање машинског учења у стварним производним процесима.
Конкретно, производни подаци укључују различите модалитете, семантике и квалитет. Поред тога, производни системи су динамични, неизвесни и комплексни, а инжењерски и производни проблеми су богати подацима, али скупи информација. Осим тога, због различитих случајева употребе и карактеристика података, потребни су сетови података који су специфични за проблем, које је тешко добити, што ограничава научне истраживаче у овој области.

### Карактеристике процеса и индустрије
Област производног инжењерства може се сматрати као конзервативна индустрија када је у питању примена напредне технологије и њихова интеграција у постојеће процесе. Ово је због високих захтева за поузданошћу производних система, која произилази из потенцијално велике економске штете у случају смањене ефикасности процеса, као што је додатни непланирани простој или несавршене квалитете производа. Поред тога, специфичности обрадне опреме и производа онемогућавају широку употребу у различитим процесима. Осим техничких разлога, одбијање примене машинског учења подржава се и недостатком ИТ и експертизе из области науке о подацима.

### Карактеристике података
Подаци сакупљени у производним процесима главно потичу из честог узумања узорака сензора како би се проценило стање производа, процеса или околине у реалном свету. Очитавања сензора подложна су шуму и представљају само процену стварности под неизвесношћу. Подаци о производњи обично укључују више распрострањених извора података што резултира различитим модалитетима података (на пример, слике из система визуелне контроле квалитета, временска серија очитавања сензора или прекрозначне информације о задатку и производу). Несагласности у прикупљању података доводе до ниског односа сигнала и шума, ниске квалитете података и великих напора у интеграцији, чишћењу и управљању подацима. Додатно, као резултат механичког и хемијског терета на опрему за производњу, подаци о процесу подложни су различитим облицима државних података.

### Карактеристике модела машинског учења
Модели машинског учења се сматрају као системи црне кутије због њихове сложености и нејасности у односу улаз-излаз. Ово смањује разумевање понашања система и такође прихватање од стране оператера постора. Због одсуства транспарентности и стохастичности ових модела, није могуће постићи детерминистички доказ функционалне исправности. Имајући у виду њихову урођену неограничену предвидиву природу, модели машинског учења изложени су грешкама или манипулацијама података, додатно ризикујући поузданост производног система због недостатка стабилности и безбедности. Поред високих трошкова развоја и постављања, државни подаци изазивају високе трошкове одржавања, што је негативно у поређењу са чисто детерминистичким програмима.

## Стандардни процеси за податковну науку у производњи
Развој апликација машинског учења – почевши од идентификације и селекције случаја употребе, па до имплементације и одржавања апликације – прати посвећене фазе које могу бити организоване у стандардне моделе процеса. Модели процеса помажу у структурирању процеса развоја и дефинисању захтева који морају бити испуњени у свакој фази како би се прешло у следећу. Стандардни процеси могу бити класификовани у генеричке и доменске. Генерички стандардни процеси (на пример, међу-индустријски стандардни процес за издвајање података (CRISP-DM), ASUM-DM, Издвајање података,  или тимски процес података) описују општу методологију и стога су независни од појединачних домена.С друге стране, доменски специфични процеси узимају у обзир специфичности и изазове посебних области примене.
Машински-цевно учење у производњи је доменски специфична методологија за науку инспирисана CRISP-DM моделом, а посебно је дизајнирана да се примени у областима инжењеринга и технологије производње. Како би се решили основни изазови машинског учења у инжењерингу – карактеристике процеса, података и модела – методологија посебно истиче процену случаја употребе, достигнуће заједничког разумевања података и процеса, интеграцију података, предпроцесирање података из стварног производног окружења и имплементацију и сертификацију стварних апликација за машинско учење у стварном свету.

## Извори индустријских података
Основа већине апликација вештачке интелигенције и машинског учења у индустријским окружењима јесу обимни сетови података из релевантних области. Ти сетови података служе као основа за тренирање коришћених модела. У другим доменима, као што су рачунарски вид, препознавање говора или модели језика, често се користе обимни референтни сетови података (нпр. ImageNet, Librispeech, The People's Speech) и подаци сакупљени са отвореног интернета.Такви сетови података ретко постоје у индустријском контексту због високих захтева за поверљивост и високе специфичности података. Због тога су индустријске примене вештачке интелигенције често изложене проблему доступности података.
Из ових разлога, постојећи отворени сетови података применљиви на индустријске апликације често потичу из јавних установа као што су владине агенције или универзитети и такмичења у анализи података која организују компаније. Поред тога, постоје платформе за дељење података. Међутим, већина ових платформи нема индустријски фокус и пружа ограничене могућности филтрирања у вези са изворима индустријских података.